# Amt Osterlandföhr
Das Amt Osterlandföhr war ein Amt im Kreis Südtondern in Schleswig-Holstein. Es bestand aus den fünf nachfolgend genannten Gemeinden:
1. Alkersum
2. Midlum
3. Nieblum
4. Oevenum
5. Wrixum

## Geschichte
1889 wurde im Kreis Tondern der Amtsbezirk Osterland-Föhr aus den oben genannten Gemeinden und der Gemeinde Boldixum gebildet. Letztere wurde 1924 in die Stadt Wyk auf Föhr eingemeindet.
1948 wurde der Amtsbezirk aufgelöst und die Gemeinden bildeten fortan das Amt Osterlandföhr. Das Amt wurde im Zuge der Bildung des Kreises Nordfriesland 1970 aufgelöst und die Gemeinden bildeten zusammen mit den Gemeinden des Amtes Westerlandföhr das Amt Föhr-Land.